# 부르군트인
부르군트인(라틴어: Burgundiōnes 부르군디오네스[*], 고대 노르드어: Burgundar 부르군다르, 고대 영어: Burgendas 부르겐다스, 그리스어: Βούργουνδοι 부르군도이[*])은 발트해의 남안(南岸)에 거주했던 동게르만 계열의 부족들 중 하나로, 후에 남프랑스에 정착하였다. 부르군트인은 1세기경에 조금 더 따뜻한 지역인 비스툴라강(비스와강)의 하류 유역으로 이동했으나 그 지역으로 유입한 게피다이족들을 막지 못하고 서쪽으로 이동하여 로마 제국의 경계에 도달하였다. 거기에서 로마 제국의 용병으로 근무하면서 413년에 강력한 왕국인 부르군트 왕국을 건설했다. 이 왕국은 5세기 초에 이르러 라인강 서안까지 영토를 확장했으나, 훈족에게 멸망당하였다. 이후 부르군트인은 제네바 호 근처의 사파우디아(지금의 프랑스 사부아)를 활동의 주무대로 삼았다.
5세기 후반 로마 제국의 세력이 쇠퇴하기 시작하자 부르군트인은 서서히 인근 지역의 지배를 강화하여 사파우디아의 북쪽과 서쪽으로 확장해 나갔고 이어 443년 론강과 손강 유역에까지 진출하여 부르군트 왕국을 재건하였다. 이 부르군트 왕국의 세력은 법을 제정한 그리스도교도 국왕 군도바트 치하에서 그 절정에 달했다. 군도바트는 부르군트인들을 위해 군도바트 법을 마련했고 골족과 로마 출신의 백성을 위해 군도바트 로마법을 제정했다. 이 왕국은 534년까지 독립왕국으로 존속하다가 그 뒤 프랑크족에 의해 점령되면서 프랑크 왕국에 합병되었다.

## 같이 보기
- 부르고뉴 공국